# Bistum Tepic
Das Bistum Tepic (lateinisch Dioecesis Tepicensis, spanisch Diócesis de Tepic) ist eine in Mexiko gelegene römisch-katholische Diözese mit Sitz in Tepic.

## Geschichte
Das Bistum Tepic wurde am 23. Juni 1891 durch Papst Leo XIII. aus Gebietsabtretungen des Erzbistums Guadalajara errichtet und diesem als Suffraganbistum unterstellt.

## Bischöfe von Tepic
- Ignacio Díaz y Macedo, 1893–1905
- Andrés Segura y Domínguez, 1906–1918
- Manuel Azpeitia Palomar, 1919–1935
- Anastasio Hurtado y Robles, 1935–1970
- Adolfo Antonio Suárez Rivera, 1971–1980, dann Bischof von Tlalnepantla
- Alfonso Humberto Robles Cota, 1981–2008
- Ricardo Watty Urquidi MSpS, 2008–2011
- Luis Artemio Flores Calzada, seit 2012